# Tönsberg

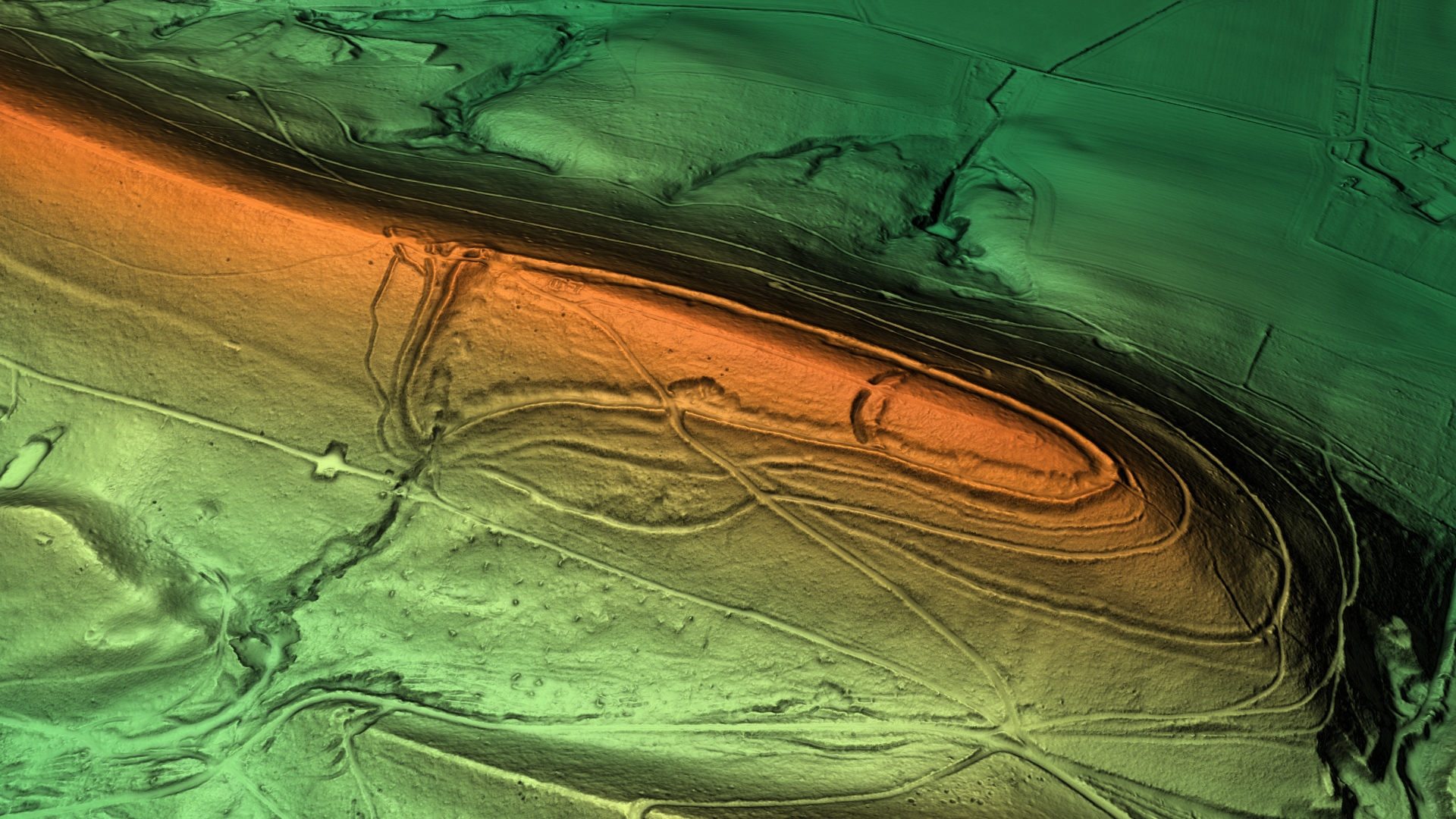
3D-Ansicht des digitalen Geländemodells

Der Tönsberg ist ein Bergrücken im Teutoburger Wald und erreicht eine Höhe von 333,4 m ü. NHN. Er liegt teilweise auf dem Stadtgebiet von Oerlinghausen im Kreis Lippe im Nordosten von Nordrhein-Westfalen. Über den Tönsberg führt in etwa 3,5 km Länge der Hermannsweg, ein Wanderweg zwischen Rheine und der Lippischen Velmerstot.

## Name
Die Bezeichnung Tönsberg stammt von der ehemaligen, dem heiligen Antonius gewidmeten, Kapelle auf dem Bergrücken ab, deren Ruine heute unter dem Namen Hünenkapelle bekannt ist. Die niederdeutschen Variationen zu Antonius, wie Tönnies oder Tüns, lassen die Namensverwandtschaft zu Töns erkennen. Der heilige Antonius (251–356) war ein Asket, Mönch und Schutzheiliger der Einsiedler.

## Geografie und Topografie
Die langgestreckte Anhöhe liegt im mittleren der drei parallelen Höhenzüge des Teutoburger Waldes. Sie befindet sich geografisch etwa in der Mitte zwischen den Städten Bielefeld im Nordwesten und Detmold im Südosten. Der Bergrücken erreicht an seiner höchsten Stelle 333,4 m ü. NHN und verläuft auf fast gleichbleibendem Niveau von Nordwest nach Südost. Südlich liegen die 293 m hohen Barkhauser Berge, an die sich die Senne anschließt, während sich im Norden das Lippische Bergland erstreckt. Um den Nordwesthang herum liegt die Bergstadt Oerlinghausen mit rund 17.000 Einwohnern und im Südosten wird der Berg durch ein Tal begrenzt, durch das die Wistinghauser Straße verläuft und hier eine schmale 240 m hohe Passage durch den Teutoburger Wald bildet.
Der Tönsberg gehört zum Naturpark Eggegebirge und südlicher Teutoburger Wald. Ein Teil der benachbarten Senne im Süden gehört zum Kern des geplanten, jedoch umstrittenen Nationalparks Senne.

## Hydrologie und Geologie

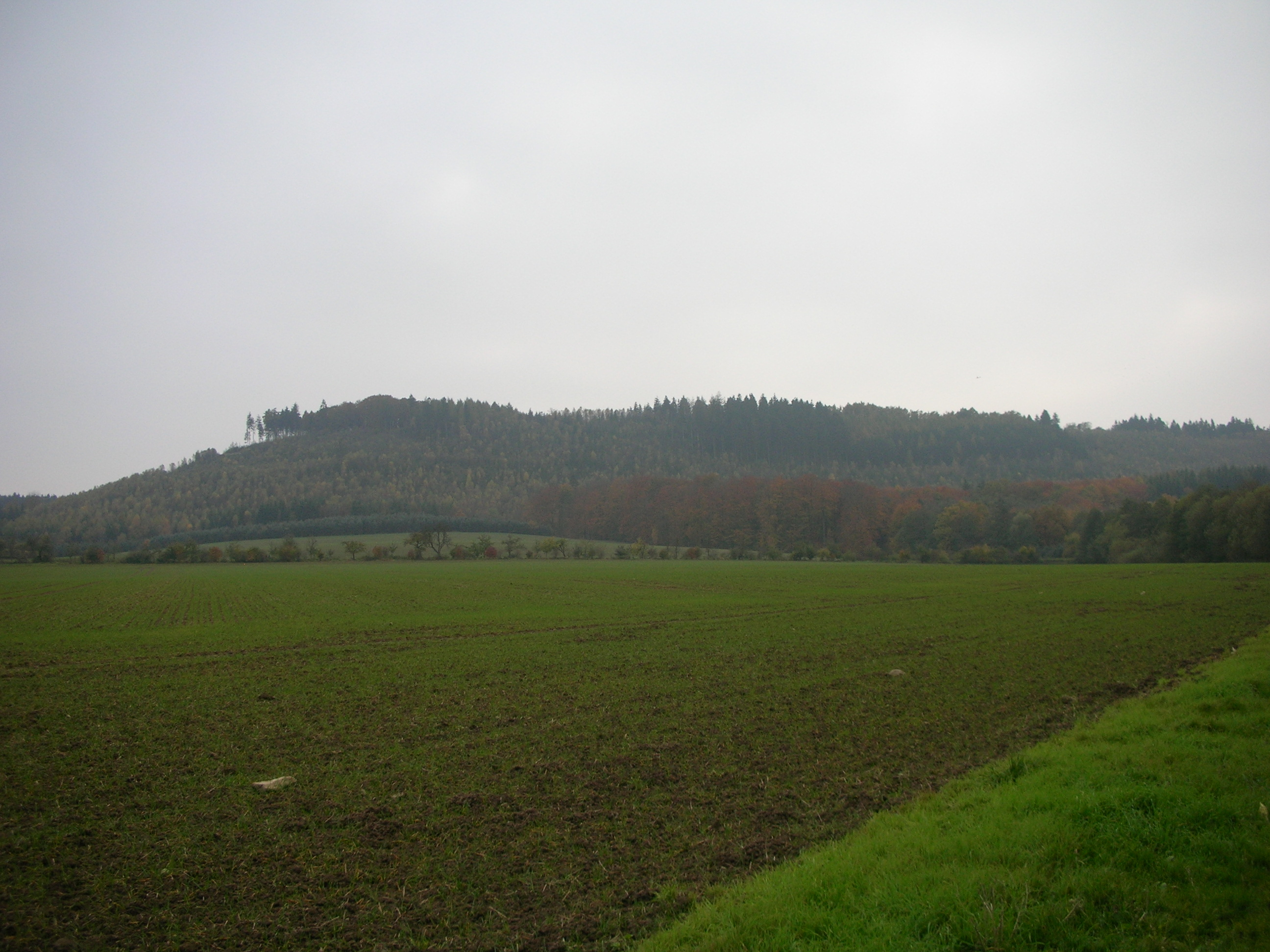
Der Tönsberg von Norden gesehen

Die überwiegend aus westlicher Richtung strömenden Luftmassen regnen sich an der Südwestflanke des Berges und der vorgelagerten Ebene ab, während die nordöstlich liegenden Gebiete geringere Regenmengen aufweisen. Am Tönsberg werden jährliche Niederschlagsmengen bis zu 1100 mm gemessen, erheblich mehr als der mittlere Jahresniederschlag von 750 mm in Deutschland. Trotz dieser Bedingungen befindet sich die Mehrzahl der Quellen und Fließgewässer an der Nordseite. Der an der Nordflanke entspringende Haferbach fließt über die Werre in die Weser. Es gibt nur eine einzige nennenswerte Quelle am Südhang, nämlich die Sachsenquelle. Hier entspringt der Schnakenbach, der jedoch nach wenigen hundert Metern Fließstrecke im Untergrund versickert. Er tritt erst drei Kilometer weiter südlich innerhalb einer als Bokelfenn bezeichneten sumpfigen Niederung wieder zu Tage und bildet gemeinsam mit weiteren Quellen den Westerholter Bach.
Als Teil des Teutoburger Waldes bildet der Tönsberg die Wasserscheide zwischen der Weser und der Ems. Alle Fließgewässer südlich und westlich münden in die Ems, während die Flussläufe nördlich und östlich schließlich in die Weser münden.
In der Kreidezeit vor 120 Millionen Jahren lag Norddeutschland unter einem Meer, an dessen Ufern massive Sandablagerungen entstanden. Diese Ablagerungen verdichteten sich zu horizontal liegendem Sandstein von rund 100 Metern Stärke. Am Ende der Kreidezeit vor 65 Millionen Jahren wurde der Sandstein durch tektonische Prozesse fast senkrecht aufgefaltet und im Laufe der Jahrmillionen durch Verwitterung und Erosion zur heutigen Form abgeschliffen. Es entstanden drei fast parallel laufende Höhenzüge mit zwischenliegenden schmalen Tälern. Die Gesteine der südlichen Erhebungen bestehen vorwiegend aus Plänerkalk der Oberkreide, während die sich nördlichen Berge aus Oberen Muschelkalk zusammensetzen. Der mittlere Höhenzug besteht dagegen überwiegend aus Osningsandstein, so auch der Tönsberg und die weiter östlich liegenden Externsteine.
In der südlich vorgelagerten Senne wurden durch das Schmelzwasser aus den Gletschern der Eiszeit große Sandmengen angeschwemmt. Heftige Winde aus Westen und Südwesten sorgten für den Flugsand, der sich teilweise meterhoch in den Seitentälern ablagerte. In der zwischen Tönsberg und Hunneckenkammer liegenden Wistinghauser Schlucht sind noch heute Sanddünen zu erkennen.

### Kohlebergbau am Tönsberg und Umgebung
Bereits 1592 kam es mit Unterstützung des lippischen Grafen Simon VI. zum ersten Versuch, Kohle am Tönsberg abzubauen. Ein ganzes Jahr lang arbeitete Rembert Köller aus Jülich zusammen mit drei Gesellen an der Kohleförderung. Die Kohlen aus Oerlinghausen besaßen allerdings nicht die Qualität, die man aus dem Ruhrgebiet kannte, und so gab Köller schließlich auf. Graf Simon ließ sich nicht entmutigen und beauftragte im Jahr 1605 Bergleute aus dem Harz, einen neuen Versuch am Tönsberg zu starten. Unter Bergmeister Georg Starke begannen sieben Kumpel, einen Stollen in den Berg zu treiben und Schächte abzuteufen. Am Eingang wurde das Namensschild „Grube Simon“ angebracht. Die Bewohner Oerlinghausens betrachteten die Aktionen am Tönsberg mit Misstrauen. Die Fördermengen beliefen sich anfangs auf 30 und etwas später auf 50 Scheffel (1 preußischer Scheffel = 54,72 Liter) pro Tag. Trotzdem war der Ertrag im Verhältnis zum Aufwand zu gering, und Simon VI. ließ 1611 die Unternehmung beenden.
Ein weiterer Versuch zur Kohleförderung erfolgte um 1765, als vier Bergleute unter der Leitung des Bergmeisters Gerhard Terheyden ans Werk gingen. Bereits 1772 wurden die Arbeiten allerdings wegen Geldmangels wieder eingestellt. Um 1790 stießen mehrere Bergleute aus Minden auf ein Kohlenflöz von acht Zoll (ca. 21 cm) und ein weiteres von 12 Zoll (ca. 31 cm) Stärke. Die Bergleute trafen jedoch bald auf sehr hartes Kalkgestein und mussten aufgeben. Trotzdem wurde rings um Oerlinghausen weiter nach Kohle gesucht. Zum Beispiel wurden im Dorfkern oberhalb des Amtsgartens am Hang des Tönsbergs bei Bohrungen bis 40 Fuß Tiefe Kohlevorkommen entdeckt.
Fürstin Pauline zur Lippe war seit 1802 Regentin in Lippe und verfolgte mit Interesse die Aktivitäten in Oerlinghausen. Sie setzte eine Prämie von 500 Reichstalern für denjenigen aus, der ein abbaufähiges Flöz nachweisen konnte. Unter der Leitung des Paderborner Bergfaktors von Natorp erfolgten 1814 weitere Probebohrungen, und zwar am Nordhang des Tönsbergs, im Dükersgrund (heute Breitegrund), im Dorfzentrum und an der Landesgrenze bei Gräfinghagen. Überall wurde Kohle gefunden, und am Nordhang wurde ein Stollen bei der Wolfskuhle in den Tönsberg getrieben, der eine Länge von 85 Metern erreichte. Man plante sogar, einen Stollen quer durch den Tönsberg bis zur Südseite zu graben. Doch alle Versuche scheiterten schließlich, weil die gefundenen Kohlevorkommen nicht ergiebig genug waren. Übrig blieb ein 50 Meter tiefer Felsenkeller im Haus Tönsbergstraße 3, den die Beckersche Bierbrauerei nach 1840 als Lager nutzte. Im Zweiten Weltkrieg diente der Keller vielen Oerlinghausern als Luftschutzraum.
Im November 1984 wurde an der Hermannstraße in Oerlinghausen nach einer Wasserquelle gesucht, die den Brunnen am Rathausplatz speisen sollte. Dabei legten Arbeiter einen aus dem Jahr 1800 stammenden Stollen frei, der 15 m tief in den Berg führte, etwa 1,70 m hoch und 1,10 m breit war.

## Besiedlung

### Die Wallburg

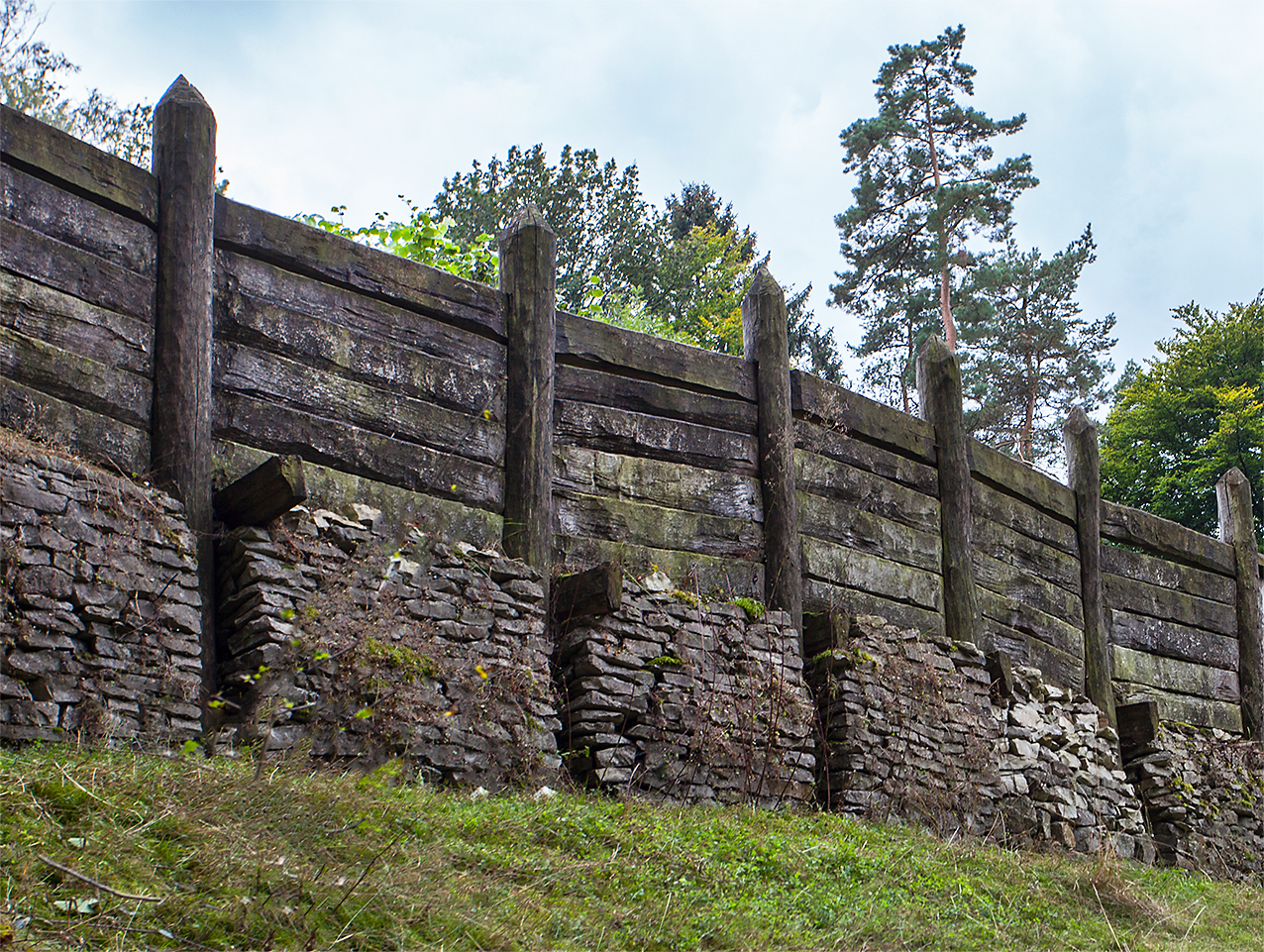
Rekonstruktion der eisenzeitlichen Wallburg auf dem Tönsberg im Archäologischen Freilichtmuseum Oerlinghausen am Barkhauser Berg

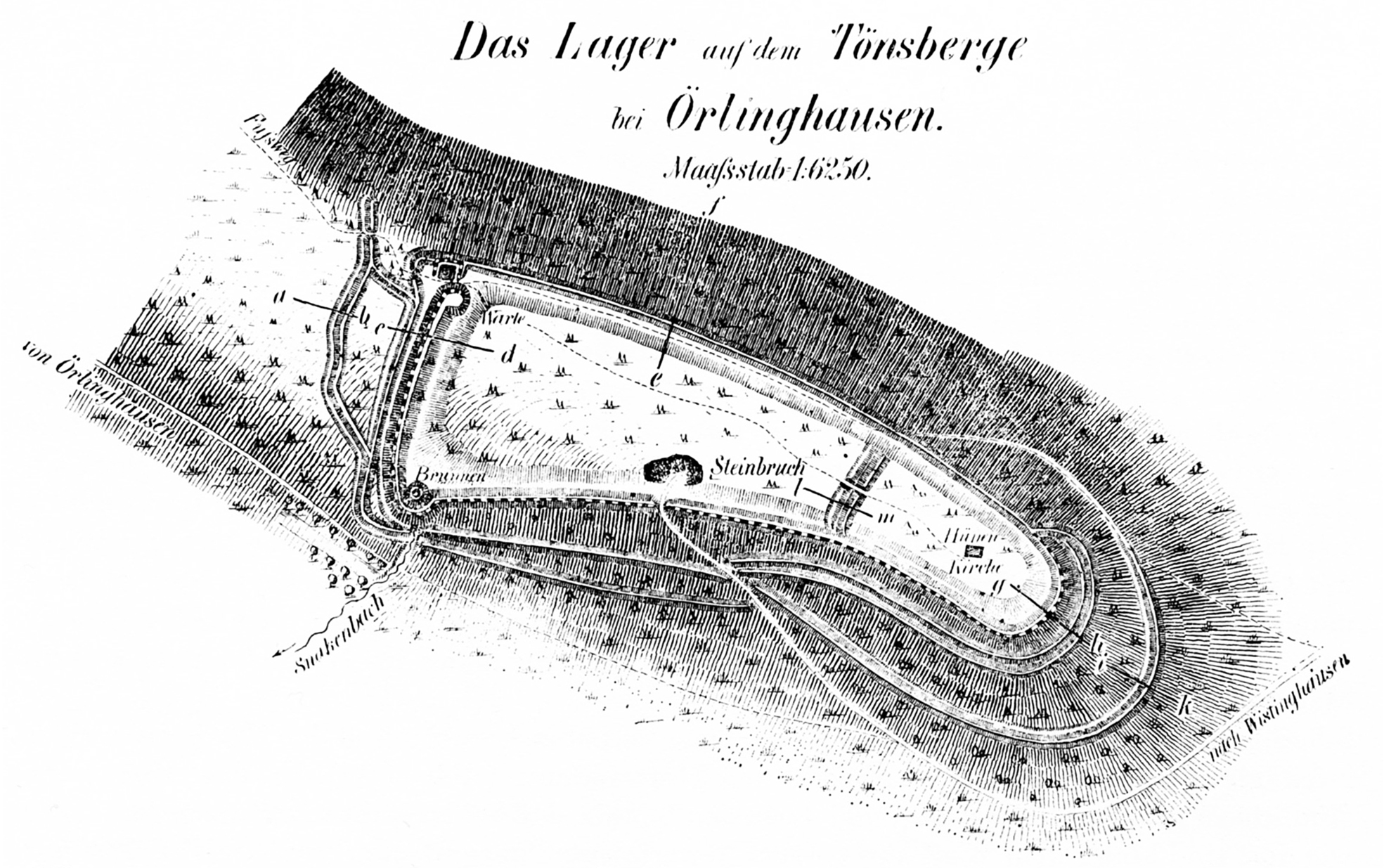
Lageplan der Wallburg auf dem Tönsberg

Im östlichen Bereich des Tönsbergs befinden sich Überreste einer Befestigung aus germanischer Zeit. Es handelt sich um eine Wallburg aus der Latènezeit, die als eine der am besten erhaltenen Befestigungen in Lippe gilt. Die mächtige Ringwallanlage entstand im vierten Jahrhundert v. Chr.
Die vorzeitliche Fliehburg bot den alt-sächsischen Menschen aus der Umgebung auch im Frühmittelalter Schutz und Zuflucht bei Angriffen feindlicher Horden und wird daher auch als Sachsenlager bezeichnet. Die Höhe des Tönsberges gestattete einen guten Überblick auf das umliegende Land und sicherte die Kontrolle über die benachbarten Pässe, über die Handelsstraßen nach Münster, Paderborn, Lemgo und Hameln führten. Hier ist besonders die am Südosthang gelegene Wistinghauser Schlucht zu nennen, durch die ein wichtiger Handelsweg führte. Die Trinkwasserversorgung wurde durch die Sachsenquelle gesichert. Das Sachsenlager umfasste eine Gesamtfläche von 15 Hektar, während die Hauptwallanlage rund 7 Hektar groß war. Für die Befestigungen wurden gewaltige Holzmengen benötigt, die der benachbarte Wald lieferte. Ein kompliziertes System, bestehend aus Erdwällen, Holzaufbauten, Trockenmauern und gemörtelten Mauern, weist auf eine Nutzungsdauer über einen langen Zeitraum hin, in dem die Anlage mehrmals zerstört und wieder aufgebaut wurde. Am Südhang gab es mehrere Terrassierungen, die aufgrund zahlreicher Funde in Form von Herdstellen und Häuserresten auf eine Besiedlung hinweisen. Auf der klimatisch ungünstigen Nordseite sind keine Besiedlungsspuren festzustellen. Nach der Verlegung des Handelsweges aus der Wistinghauser Schlucht in die am Nordwesthang gelegene Oerlinghauser Schlucht verlor die Wallburg zunehmend ihre Bedeutung und wurde schließlich um 850 n. Chr. aufgegeben.
Im Archäologischen Freilichtmuseum Oerlinghausen wurden Teile der Ringwälle rekonstruiert.

### Die Sachsenquelle
Eine gesicherte Trinkwasserversorgung war für die Auswahl von Siedlungsplätzen und Befestigungsanlagen von großer Bedeutung. Im Bereich des östlichen Tönsberges erfüllte die am oberen Hang liegende Sachsenquelle dieses Kriterium. Untersuchungen weisen darauf hin, dass der Standort der Quelle in den gesicherten Bereich der Wallanlage hangaufwärts verlegt wurde. Ein gemauertes rechteckiges Auffangbecken sorgte auch in regenarmen Zeiten für eine ausreichende Wassermenge. Oerlinghauser Bürger legten auf der Suche nach Wasser 1897 ein ehemaliges Quellhaus frei. Die Quelle erhielt Tonrohre und diente danach zur Trinkwasserversorgung für die umliegenden Bauernhöfe. Eingeschwemmter Sand und Baumwurzeln machten die Leitung wiederholt unbrauchbar, deshalb wurde die Wasserversorgung über die Sachsenquelle nach dem Zweiten Weltkrieg eingestellt.
Die Biologische Station Lippe erhielt 2007 den Auftrag, die Sachsenquelle zu renaturieren. Während der archäologischen Grabungen durch Mitarbeiter des Lippischen Landesmuseums konnte ein System von Sammelleitungen, Schächten und Überläufen freigelegt werden. Im Verlauf der Renaturierung wurden die Überreste früherer Baumaßnahmen in Handarbeit entfernt und ein natürlicher Quellaustritt wiederhergestellt. Ein bestehendes Wassertretbecken am Tönsbergrundweg bleibt erhalten und wird durch eine zweite Quelle gespeist.

### Die Hünenkapelle

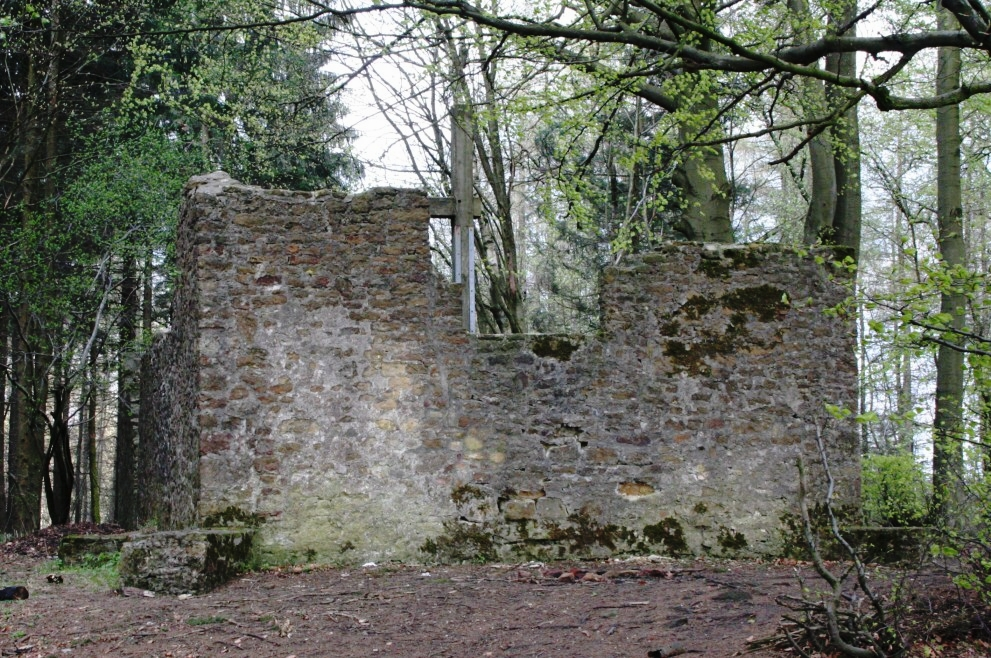
Hünenkapelle auf dem Tönsberg

Aus dem Spätmittelalter stammt vermutlich die Hünen- oder Antoniuskapelle, deren nachgebaute Ruine bis heute erhalten ist. Sie liegt im Kernbereich der verlassenen Festungsanlagen und war dem heiligen Antonius, dem Schutzpatron der Einsiedler gewidmet. Kapellen wie diese errichtete man an Orten, an denen gläubige Einsiedler Visionen erlebten. Die Kapelle diente noch im 16. Jahrhundert als Wallfahrtskapelle. Aus den Paderborner Annalen von 1693 geht hervor, dass mindestens bis zum Jahr 1548 Wallfahrten von Dortmund aus stattfanden. Nach der Reformation in Lippe blieb sie zunehmend ungenutzt und verlor immer mehr an Bedeutung. Bereits im 16. Jahrhundert wurde das Mauerwerk größtenteils abgetragen und die Steine zum Ausbau eines Bauernhofes genutzt. Das Originalkreuz der Kapelle lagert seit 1548 in der Krypta des Paderborner Doms. Die heute existierende Kapellenruine ist ein romantischer Nachbau aus dem 19. Jahrhundert.

### Die Kumsttonne

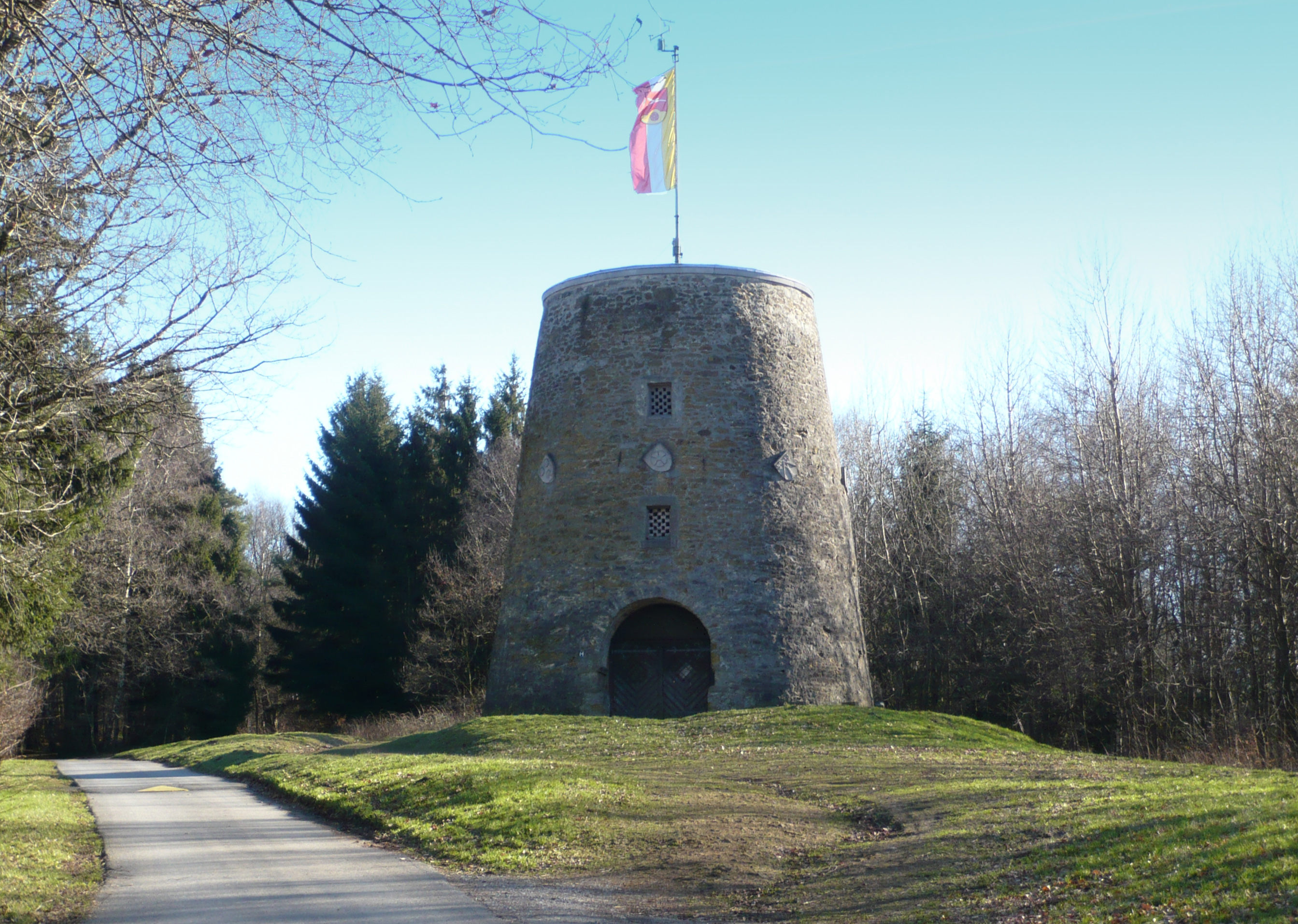
Kumsttonne auf dem Tönsberg

Die sogenannte Kumsttonne (Kumst = Sauerkraut), der bruchsteinerne Rundbau einer ehemaligen Windmühle, steht weit sichtbar am Nordwesthang des Tönsbergs und gilt als Wahrzeichen der Stadt Oerlinghausen. Im Jahr 1753 wurde die Windmühle auf dem damals baumfreien Tönsberg errichtet und vom ersten Pächter in Betrieb genommen. In den folgenden 62 Jahren hatte die Mühle insgesamt zehn Pächter, bis sie 1813 in den Besitz des Gutes Niederbarkhausen überging. Sie wurde noch weitere dreißig Jahre betrieben, ehe ihr ein Sturm die Windmühlenflügel abriss. Der Besitzer von Niederbarkhausen entschied 1850, die Mühle nicht mehr instand zu setzen und den Betrieb einzustellen. Begründet wurde diese Entscheidung mit der schwierigen Auffahrt auf den Tönsberg. Als Alternative ließ der Gutsherr eine neue Windmühle in der Nähe des Gutes Niederbarkhausen errichten.
Im Mai 1936 übergab der damalige Gutsherr, Major Lentzcke, den Windmühlenstumpf in den Besitz der Stadt Oerlinghausen. Zu Beginn des Zweiten Weltkriegs wurde eine Sirene angebracht, um die Bewohner Oerlinghausens vor Fliegerangriffen zu warnen. Anfang April 1945 beschossen die Amerikaner mit ihren Geschützen das Wahrzeichen, ohne aber nennenswerten Schaden anzurichten. 2005 wurde eine Wetterstation am Mauerwerk installiert, um Daten zu Windstärke, Niederschlagsmenge und Temperatur zu messen. Seit 2011 wird auf der Kumsttonne das Amateurfunk-Relais DB0OWL betrieben. Die entsprechenden Antennen sind an Auslegern am Fahnenmast montiert.

## Sehenswürdigkeiten
Entlang des Hermannsweges auf dem Kamm des Tönsberges befinden sich eine Reihe weiterer Sehenswürdigkeiten:

### Löns-Denkmal
Im Jahr 1898 wanderte der Schriftsteller Hermann Löns über den Tönsberg; seine Eindrücke flossen in die Schilderung Frau Einsamkeit, erschienen 1911 in dem Band Da draußen vor dem Tore. Heimatliche Naturbilder. ein. Es heißt dort unter anderem: „... So stieg ich bergauf, an der Hünenkapelle auf dem Tönsberg vorüber, durch Buchenwald, in dessen Schatten die Bickbeersträucher strotzten ...“. Dreißig Jahre später wurde auf dem Tönsberg ein Denkmal aus Granitfindlingen vom lippischen Jägerverein für ihn errichtet und am 9. September 1928 eingeweiht.

### Ehrenmal

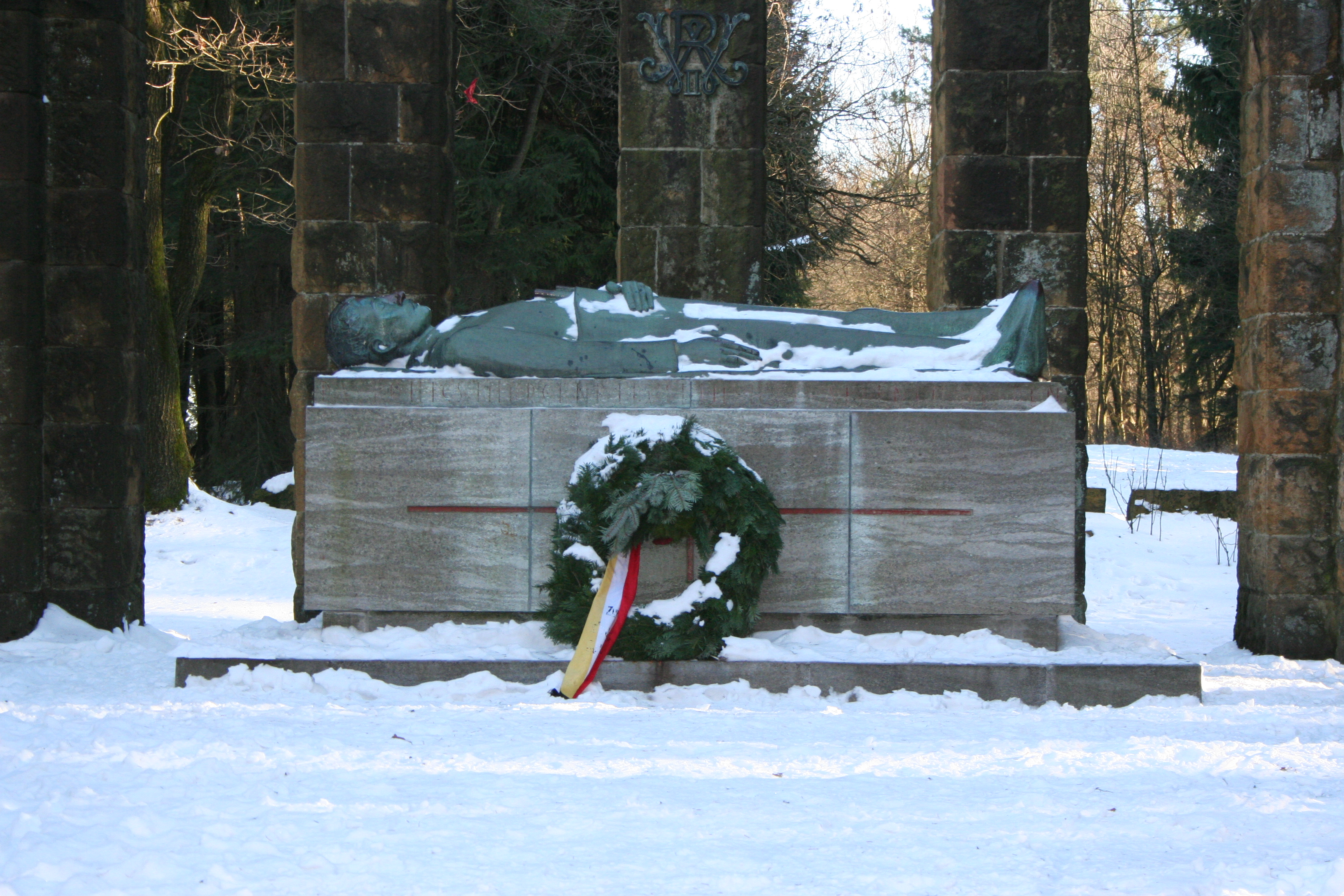
Ehrenmal (2009)

Im Jahr 1930 wurde ein Ehrenmal zum Gedenken an die Gefallenen des Ersten Weltkriegs eingeweiht. Zur Einweihungsfeier kamen über 5000 Menschen auf den Tönsberg. Gestaltet wurde es von dem Bildhauer Berthold Müller-Oerlinghausen. Von Säulen eingerahmt liegt die Skulptur eines gefallenen Soldaten auf einem Kenotaph.
Eine umlaufende Inschrift am oberen Rand des Ehrenmals lautet „WANDERER HEMME DEN SCHRITT - SCHIRMEND DER HEIMAT HEILIGEN BODEN - STARBEN DIE TAPFEREN UNBESIEGT - BEUGE DICH VOR DES OPFERS GRÖSSE“.
Im Zweiten Weltkrieg kam es im Februar 1945 in unmittelbarer Nähe des Ehrenmals zum Absturz eines britischen Flugzeugs, bei dem die beiden Piloten starben. Das Ehrenmal wurde nur leicht beschädigt.

## Naherholung und Naturschutz
Der Tönsberg stellt ein beliebtes Ziel für Besucher aus nah und fern dar und ist über mehrere Wanderwege gut erschlossen. Informationen über die Wallburg bekommt der interessierte Besucher durch illustrierte Tafeln, die an markanten Punkten auf einem archäologischen Erlebnisweg angebracht wurden. Der Erlebnisweg ist ein Teilstück des Hermannswegs (H), der von der Stadt Rheine über die  Sparrenburg in Bielefeld, vorbei am Hermannsdenkmal bis zur Lippischen Velmerstot führt. Er besitzt  eine Gesamtlänge von 55 km und wird im 3,5 km langen Abschnitt des Tönsberges als Kammweg bezeichnet. Ein weiterer Wanderweg ist der rund 7 km lange Tönsberg-Rundweg (T), der in halber Höhe um den gesamten Tönsberg führt. Von hier hat man spektakuläre Ausblicke auf die Oerlinghauser Innenstadt, das lippische Umland und die Senne. Ein Teilstück des Weges trägt den Namen Philosophenweg und gilt als einer der ersten Wanderwege, die vom Verschönerungsverein vor über hundert Jahren angelegt wurden.
Ein Teil des Tönsbergs ist heute als Naturschutzgebiet ausgewiesen. 1998 hat die NRW-Stiftung im Gebiet der Wallburg rund 45 ha Land erworben und als Bodendenkmal Wallburg Tönsberg in die Denkmalliste eintragen lassen. Das Naturschutzgebiet Tönsberg umfasst den östlichen etwa 1,4 km langen Abschnitt des Bergzuges.
Am Nordhang des Tönsberg liegen das Landschaftsschutzgebiet Quellbereich an der Nordflanke des Tönsberges und das Naturdenkmal Geologischer Aufschluss westlich Gut Wistinghausen.

## Flora und Fauna

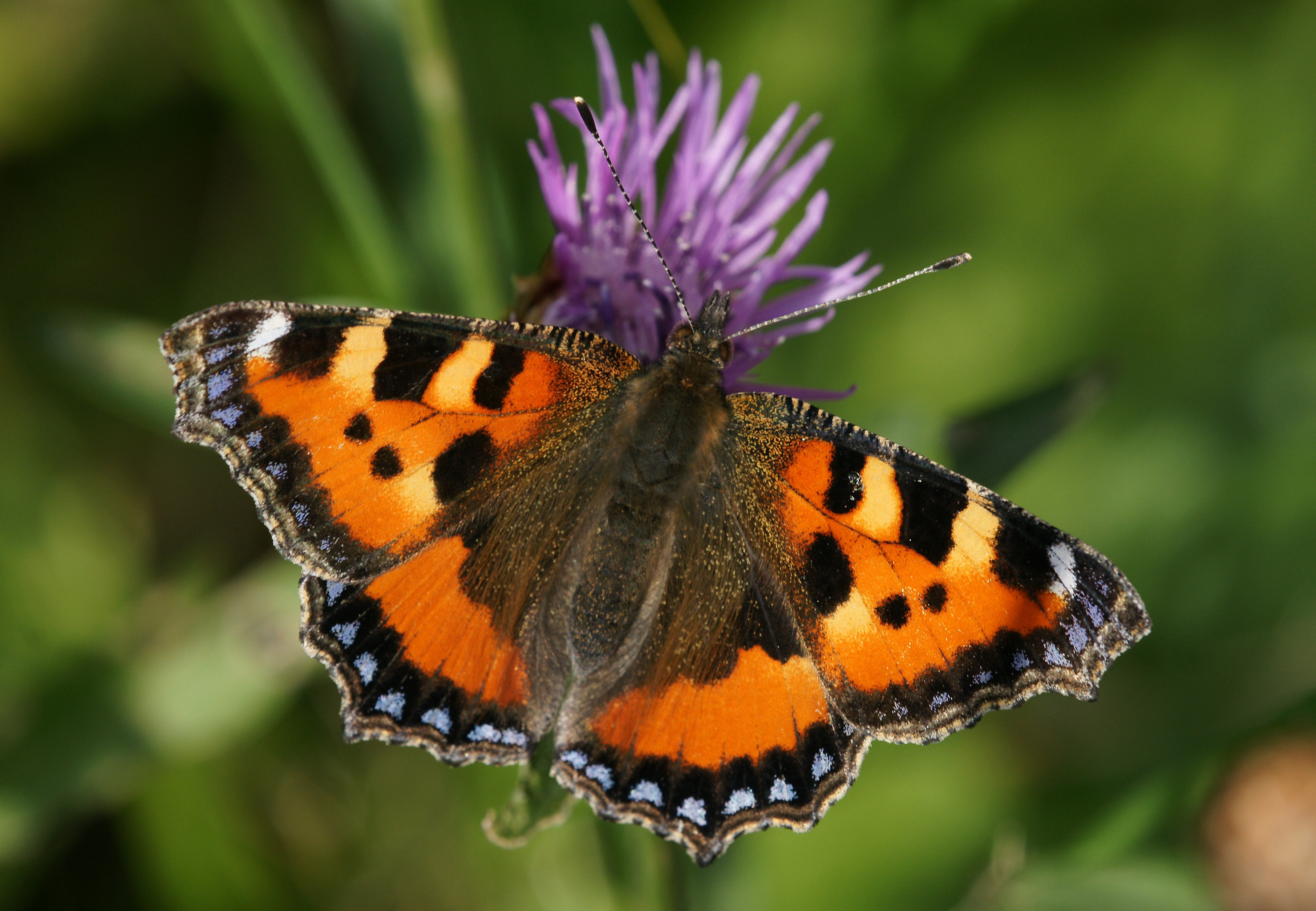
Kleiner Fuchs

In den Zeiten der Wallburg war der Tönsberg vermutlich waldfrei. Der vorhandene Baumbestand wurde für die Befestigungsanlagen abgeholzt und störte sicherlich auch bei der Verteidigung der Anlage und der Fernsicht. Ursprünglich dürfte der Nord- und Westhang von Buchen und Hainbuchen bedeckt gewesen sein, während am Süd- und Osthang Buchen und Eichen zu finden waren.
Heute wachsen am Tönsberg an Nadelhölzern in der Mehrzahl Fichten, Kiefern, Europäische und Japanische Lärchen. An Laubbäumen gibt es Rotbuchen, Traubeneichen und Sandbirken. In der Strauchschicht gedeihen Eberesche, Faulbaum, Brombeere und Stechpalme. Die Krautschicht besteht hauptsächlich aus Drahtschmiele, Blaubeere und Salbei-Gamander. Außerdem findet man Siebenstern, Harzer Labkraut, Sauerklee, verschiedene Farne, Pfeifengras, Weiße Hainsimse und Wasserdost. Auf sandigen Böden gedeihen Besenheide, Zwerg-Filzkraut, Berg-Sandglöckchen, Frühe Haferschmiele und Sand-Segge.
An Vögeln sind Baumpieper, Mönchsgrasmücke, Fitis, Kuckuck, Goldammer, Buntspecht, Schwarzspecht und Sperber regelmäßig zu beobachten. Der in einem nahen Kalksteinbruch nistende Uhu und die Waldohreule zählen ebenfalls zu den Bewohnern des Tönsbergs.
An Insekten leben hier die Gefleckte Keulenschrecke, der Braune Grashüpfer und der Heidegrashüpfer. Seltener findet man die Gemeine Dornschrecke, den Nachtigall-Grashüpfer, den Bunten Grashüpfer, den Gemeinen Grashüpfer und die Gemeine Strauchschrecke. An Käfern sind speziell die Sandlaufkäfer zu nennen, darunter der Feld-Sandlaufkäfer und der Dünen-Sandlaufkäfer. Mehrere Arten von Sandbienen, Sandwespen und Wegwespen nutzen die sandigen Hangbereiche und Wegränder. Die am häufigsten anzutreffenden Schmetterlingsarten am Tönsberg sind der Zitronenfalter, der Faulbaumbläuling und der Weißbindige Mohrenfalter. Daneben kann man den Weißling, den Kleinen Fuchs, das Tagpfauenauge, den Distelfalter und den Admiral beobachten.

## Sonstiges

Der Tönsberg auf dem Wappen der Stadt Oerlinghausen

Wappen: Der Tönsberg findet sich stilisiert im Wappen der Stadt Oerlinghausen wieder; er ist der mittlere Berg des dort abgebildeten Dreiberges.
Notgeld: Auf dem 1923 herausgegebenen Notgeld der Lippischen Landesbank sind zwei Sehenswürdigkeiten des Tönsberges dargestellt: Die Hünenkapelle und die Kumsttonne.
Papstbesuch: Laut dem Paderborner Geschichtsschreiber Nicolaus Schaten (17. Jahrhundert) soll Papst Leo III. etwa im Jahr 800 auf dem Tönsberg gewesen sein.
Irminsul: Etwa 1930 wurde von Hermann Diekmann vermutet, dass der Tönsberg der Standort der Irminsul gewesen sei. Maßgeblich verbreitet wurde diese These durch Hans Reinerth. Diese Theorie war jedoch auch damals eine Minderheitenmeinung und gilt heute als widerlegt. Dennoch ist sie der Grund dafür, dass auch heute noch manche neuheidnische Gruppierungen der Asatru den Tönsberg als eine Kultstätte sehen und es im Bereich der Kapelle immer wieder zur Zerstörung christlicher Symbole kommt.
Hermannslauf: Alljährlich findet Ende April der Hermannslauf statt, bei dem über 7.000 Teilnehmer vom Hermannsdenkmal zur Sparrenburg in Bielefeld laufen oder wandern. Die insgesamt 31,1 km lange Strecke führt über die Höhen des Teutoburger Waldes und passiert auch den Tönsberg und die Oerlinghauser Innenstadt.
Malerei: Herbert Ebersbach (1908–1984), Maler des Expressionismus, hatte ab Mitte der 1950er Jahre bis zu seinem Tod ein Atelier in der Wistinghauser Schlucht. Von dort aus zog er, seine Utensilien in einer Schubkarre transportierend, in die Umgebung und schuf so zahlreiche, sehr farbintensive Gemälde u. a. auch der Landschaft am Tönsberg.